# Pathein Airport
Pathein Airport är en flygplats i Myanmar.   Den ligger i regionen Ayeyarwady, i den södra delen av landet, 400 km söder om huvudstaden Naypyidaw. Pathein Airport ligger 8 meter över havet.
Terrängen runt Pathein Airport är mycket platt. Runt Pathein Airport är det ganska tätbefolkat, med 80 invånare per kvadratkilometer. Närmaste större samhälle är Pathein, 6,5 km sydväst om Pathein Airport. Omgivningarna runt Pathein Airport är en mosaik av jordbruksmark och naturlig växtlighet.